# 박남규 (프로게이머)
박남규(1995년 10월 22일 ~ )는 대한민국의 스타크래프트 II 프로게이머이다. 종족은 저그이며, 아이디는 Pet이다. 이전 아이디는 Moon이었다.
ZeNEX 팀에 입단하여 활동하였으며 ZeNEX가 스타테일에 합병된 후부터 현재까지 스타테일 소속으로 활동하는 중이다.
2015년 4월 28일 스타테일의 네이밍 스폰서 후원 계약 체결로 인하여 스베누 소속이 되었다.
2015년 9월 12일부로 스베누와 결별하고 무소속 신분이 되었다.
2016년 3월 12일 MVP 입단을 공식 발표했다.

## 주요 기록
- 2013년 2013 WCS Korea Season 1 챌린저리그 48강
- 2013년 2013 WCS 코리아 시즌 3 챌린저리그 32강
- 2014년 2014 WCS 코리아 시즌 1 핫식스 글로벌 스타크래프트 II 리그 코드 S 32강
- 2014년 2014 WCS 코리아 시즌 2 핫식스 글로벌 스타크래프트 II 리그 코드 A 48강
- 2014년 2014 Taiwan Open 16강
- 2015년 4Gamers StarCraft II Tournament 8강
- 2016년 2016 핫식스 글로벌 스타크래프트 II 리그 시즌 2 코드 A 48강
- 2016년 2016 스타크래프트 II KeSPA컵 8강